# Hergé
Georges Prosper Remi (francosko: [ʁəmi]), poznan po psevdonimu Hergé (francosko: [ɛʁʒe]), belgijski karikaturist in stripar, * 22. maj 1907, Etterbeek, Belgija, † 3. marec 1983, Woluwe-Saint-Lambert.
Znan je predvsem kot ustvarjalec zbirke stripov Tintin in njegove pustolovščine, serije stripovskih zvezkov, ki veljajo za ene izmed najbolj znanih evropskih stripov dvajsetega stoletja. Je tudi avtor dveh drugih znanih serij, Quick & Flupke (1930–1940) in Pustolovščine Jo, Zette in Jocka (1936–1957). Njegova dela so bila izvedena v njegovem izrazitem slogu risanja ligne claire (čista linija).  
Hergé se je rodil v družini nižjega srednjega razreda v Etterbeeku v Bruslju, kariero pa je začel z ilustracijami skavtskih revij, kjer je razvil svojo prvo serijo stripov Totor in njegove pustolovščine za Le Boy-Scout Belge leta 1926. Med delom za katoliški konzervativni časopis Le Vingtième Siècle, je leta 1929 po nasvetu njegovega urednika Norberta Walleza, ustvaril zbirko stripov Tintin in njegove pustolovščine. Z naslanjanjem na dejanja poročevalca Tintina in njegovega spremljevalca Švrka so bili zgodnji deli serije — Tintin v Sovjetski zvezi, Tintin v Kongu in Tintin v Ameriki — zasnovani kot konzervativna propaganda za otroke. Domače uspešne zgodbe so bile po serializaciji objavljene v knjižni obliki, hkrati pa je Hergé razvijal tudi seriji Quick & Flupke in Pustolovščine Jo, Zette in Jocka za Le Vingtième Siècle. Hergé je od leta 1934, pod vplivom svojega prijatelja Džanga Čongrena, veliko več časa posvetil raziskovanju ozadja svojih zgodb, kar je povečalo realizem zbirke od Sinjega lotosa naprej. Po nemški okupaciji Belgije leta 1940 je bil Le Vingtième Siècle zaprt, vendar je Hergé nadaljeval svoje delo v Le Soir, priljubljenem časopisu, ki ga je nadzirala nacistična uprava.
Po zavezniški osvoboditvi Belgije leta 1944 je bil Le Soir zaprt, njegovo osebje — vključno z Hergéjem — pa obtoženo kolaboracije z nacisti. Začela se je uradna preiskava, in čeprav proti Hergéju ni bila vložena nobena obtožba, se je v naslednjih letih večkrat soočil z obtožbami, da je izdajalec in kolaborator. Z Raymondom Leblancem je leta 1946 ustanovil revijo Tintin, s pomočjo katere je serijsko prikazal nove pustolovščine Tintina. Kot umetniški voditelj revije je nadziral tudi objave drugih uspešnih stripovskih serij, na primer serijo Blake in Mortimer avtorja Edgarja P. Jacobsa. Leta 1950 je ustanovil Studios Hergé, kot ekipo, ki mu je pomagala pri njegovih tekočih projektih; vidna člana osebja Jacques Martin in Bob de Moor sta veliko prispevala k poznejšim zvezkom Tintinovih pustolovščin. Sredi osebnega nemira, zaradi razpada njegovega prvega zakona, je izdal Tintin v Tibetu, njemu najljubši del zbirke. V poznejših letih je postal manj dejaven ter se neuspešno poskušal uveljaviti kot abstraktni umetnik.
Hergéjeva dela so znana po svoji jasnosti dramskega vodenja in natančnih, dobro raziskanih zapletih. Bila so vir številnih priredb v gledališču, radiu, televiziji, kinu in računalniških igrah. Hergé še vedno močno vpliva na stripovski medij, zlasti v Evropi. Najbolj slaven je v Belgiji, kjer so leta 2009 v Louvain-la-Neuveu ustanovili njemu posvečen muzej Hergé.

## Zgodnje življenje

### Otroštvo in mladost: 1907–1925
Georges Prosper Remi se je rodil 22. maja 1907 v hiši srednjega razreda njegovih staršev v Etterbeeku, predmestnem naselju Bruslja, v Belgiji. Njegov valonski oče Alexis Remi je delal v tovarni slaščic, medtem ko je bila njegova flamska mati, Elisabeth Dufour, nezaposlena. Poročena 18. januarja 1905 sta se preselila v hišo na 25 rue Cranz (danes 33 rue Philippe Baucq), kjer se je rodil Hergé, čeprav so se leto kasneje preselili v hišo na 34 rue de Theux. Njegov primarni jezik je bila očetova francoščina, a odraščajoč v dvojezičnem Bruslju se je učil tudi nizozemščino, od babice po materini strani pa je razvil danes izumrli naglas bruseljščine. Mlajši brat Paul se je rodil pet let po Hergéju. Kot večina Belgijcev je tudi njegova družina pripadala rimskokatoliški cerkvi, čeprav ni bila posebej pobožna. Pozneje je svoje življenje v Etterbeeku označil za enobarvno sivo, saj je menil, da je bilo izjemno dolgočasno. Biograf Benoît Peeters je namignil, da je k otroški potrtosti verjetno pripomogla spolna zloraba strica po materini strani.
Remi je razvil ljubezen do filmov, med njegove najljubše pa je spadal film Winsorja McCaya z naslovom Gertie the Dinosaur, filmi Charlieja Chaplina, Harryja Langdona in Busterja Keatona; slednji so očitno vplivali na slog in vsebino pri njegovem poznejšem delu v stripu. Čeprav ni bil goreč bralec, je užival v romanih britanskih in ameriških avtorjev, kot so Pustolovščine Huckleberryja Finna, Otok zakladov, Robinson Crusoe in The Pickwick Papers, pa tudi v romanih Francoza Alexandra Dumasa. Kot hobi je začel risati prizore iz vsakdanjega življenja ob robovih šolskih knjig. Nekatere od teh ilustracij so bili nemški vojaki, ker so njegova štiri leta osnovnega šolanja v Ixellesovi občinski šoli št. 3 sovpadala s prvo svetovno vojno, med katero je nemška vojska zasedla Bruselj. Leta 1919 se je njegovo srednješolsko izobraževanje začelo v posvetnem Place de Londres v Ixellesu, leta 1920 pa so ga premestili v šolo Saint-Boniface, ustanovo, ki jo nadzira nadškof, kjer so bili učitelji rimskokatoliški duhovniki. Remi se je izkazal za uspešnega študenta, saj so mu podelili nagrade za odličnost. Srednjo izobrazbo je zaključil julija 1925 na vrhu svojega razreda.

Moje otroštvo je bilo izjemno običajno.. 
Zgodilo se je na zelo povprečnem mestu, s povprečnimi dogodki in povprečnimi mislimi. 
Zame je bil pesnikov "zeleni raj" precej siv ... 
Moje otroštvo, mladost, skavtstvo, vojaška služba — vse je bilo sivo. Niti žalostno, niti veselo otroštvo — raje motno.

Hergé
Z 12. leti se je Remi pridružil deški taborniški brigadi, priključeni šoli Saint-Boniface, kjer je postal vodja Veveričje Patrulje in si prislužil ime "Radovedna Lisica" (Renard curieux). S taborniki je potoval na poletne tabore v Italiji, Švici, Avstriji in Španiji, poleti 1923 pa je njegova četa prehodila 200 kilometrov čez Pireneje. Njegove izkušnje s taborništvom so imele pomemben vpliv na preostanek njegovega življenja, saj so navdihnile njegovo ljubezen do kampiranja in naravnega sveta ter mu nudile moralni kompas, ki je poudarjal osebno zvestobo in izpolnjevanje obljub.
Njegov skavtski vodja Rene Weverbergh je spodbudil njegovo umetniško sposobnost in objavil eno od Remijevih risb v glasilu skavtov Saint-Boniface, Jamais Assez (Nikoli dovolj): njegovo prvo objavljeno delo. Ko se je Weverbergh vključil v objavo časopisa Boy-Scout, glasila zveze skavtov, je objavil še več Remijevih ilustracij, katere so se prvič pojavile v peti številki časopisa, leta 1922. Remi je v nadaljevanju objavljal stripe, risbe in lesoreze v naslednjih številkah glasila, ki se je kmalu preimenovalo v Le Boy-Scout Belge (Belgijski tabornik). V tem času je eksperimentiral z različnimi psevdonimi, pri čemer je uporabljal "Jérémie" in "Jérémiades", preden je izbral psevdonim "Hergé", francosko izgovorjavo njegovih obrnjenih začetnic (R.G.), njegovo delo pa je bilo pod tem imenom prvič objavljeno decembra 1924.

### Totor in zgodnja kariera: 1925–1928
Poleg risanja ilustracij je Hergé julija 1926 začel s produkcijo časopisnega stripa za Le Boy-Scout Belge, z naslovom Les Aventures de Totor (Totor in njegove pustolovščine), ki je občasno izhajal do leta 1929. Strip, ki se je vrtel okoli skavtskega vodje, je imel napise napisane pod ilustracijami. Hergé je sčasoma začel eksperimentirati z drugimi oblikami prenosa informacij, vključno z govornimi oblački. Ilustracije so bile objavljene tudi v Le Blé qui lève (Pšenica, ki raste) in drugih publikacijah katoliškega združenja belgijskih mladoletnikov, poleg tega pa je Hergé tudi ilustriral zaščitno pokrivalo za roman Weverbergha, z naslovom Duša morja. Ker je bil še mlad in neizkušen v svoji obrti, je Hergé iskal nasvete pri starejšem karikaturistu Pierru Ickxu. Skupaj sta ustanovila kratkotrajno Atelier de la Fleur de Lys (AFL), organizacijo za krščanske karikaturiste.
Po končani srednji šoli leta 1925 se je Hergé vpisal na umetniško šolo École Saint-Luc. Predavanja so se mu zdela dolgočasna, zato se je že po prvem dnevu izpisal iz šole. Upal je, da bo kot ilustrator delal skupaj z Ickxom v Le Vingtième Siècle (Dvajseto stoletje) — konzervativnem "Katoliškem časopisu nazora in informacij", — vendar v časopisu ni bilo nobenega prostega mesta. Namesto tega je pri istem časopisu od septembra 1925 delal na oddelku za naročnino. Zaradi dolgočasenja v poklicu, se je še pred vpoklicem vpisal v vojsko, kjer je bil avgusta 1926 dodeljen v vojašnico Dailly v Schaerbeeku. Pridružil se je prvemu pehotnemu polku, kjer je zaradi ponovnega dolgočasenja nadaljeval s skiciranjem in produciranjem epizod Totorja.
Proti koncu vojaške službe je Hergé avgusta 1927 srečal urednika časopisa Le Vingtième Siècle, Abbéja Norberta Walleza, glasovnega fašista, ki je na svoji mizi hranil podpisano fotografijo italijanskega fašističnega voditelja Benita Mussolinija. Navdušen nad Hergéjevim repertoarjem se je Wallez strinjal, da mu bo dal delo fotografskega poročevalca in karikaturista za časopis, za kar je bil Hergé vselej hvaležen. Hergé je v drugih publikacijah, večinoma v časopisnih dodatkih, ilustriral številna besedila za "Otroški kotiček" in literarne strani; ilustracije tega obdobja kažejo njegovo zanimanje za lesorez in prikazujejo zgodnji prototip njegovega ligne claire stila.

### Ustanovitev Tintina ter stripa Quick & Flupke: 1929–1932
Z začetkom časopisnih dodatkov, je Wallez konec leta 1928 ustanovil dodatek za otroke, Le Petit Vingtième (Mali dvajseti), ki se je vsak četrtek pojavil v Le Vingtième Siècle. Številni odlomki, ki so prenašali močna katoliška in fašistična sporočila, so bili izrecno antisemitski. Hergé je za nov podvig ilustriral L'Extraordinaire Aventure de Flup, Nénesse, Poussette et Cochonnet (Neverjetna pustolovščina Flupa, Nénesse, Poussette in Cochonneta), strip, ki ga je napisal eden od športnih kolumnistov časopisa. Strip je pripovedoval zgodbo o dveh fantih, njuni mlajši sestri, in njenem napihljivem gumijastem prašičku. Hergé je bil nezadovoljen, želel je namreč napisati in narisati svoj strip. Očarale so ga nove tehnike v mediju —  denimo sistematična uporaba govornih mehurčkov — , ki jih najdemo v ameriških stripih Georga McManusa z naslovom Bringing Up Father, Georga Herrimana z naslovom Krazy Kat in Rudolpha Dirksa z naslovom The Katzenjammer Kids, katerih kopije mu je poslal novinar Léon Degrelle iz Mehike, ki je bil tam nameščen za poročanje o krizi v Cristero vojni.
Hergé je razvil lik, imenovan Tintin, kot belgijskega deškega poročevalca, ki je lahko potoval po svetu s svojim foksterierjem, Švrkom — "Milou" v izvirni francoščini — v veliki meri temelji na njegovem prejšnjem liku Totorju in tudi na njegovem bratu Paulu. Pozneje je Degrelle napačno trdil, da je Tintin zasnovan na njem, s Hergéjem sta se namreč skregala, ko je Degrelle brez dovoljenja uporabil eno od Hergéjevih skic; račune sta poravnala zunajsodno. Čeprav je Hergé želel poslati svojega junaka v ZDA, mu je Wallez namesto tega naročil, naj svojo avanturo nastavi v Sovjetski zvezi, s čimer je strip deloval kot antisocialistična propaganda za otroke. Rezultat tega je bil Tintin v Sovjetski zvezi, ki je izhajal od 10. januarja 1929 v dodatku Le Petit Vingtième do 8. maja 1930. Zaradi popularnosti zgodbe v frankofonski Belgiji, je Wallez organiziral promocijsko potezo, po kateri je izdal zgodbo v knjižni obliki. Priljubljenost zgodbe je privedla do povečane prodaje, zaradi česar je Wallez Hergéju podelil dva pomočnika, Eugèna Van Nyverseela in Paula "Jam" Jamina.
Januarja 1930 je Hergé na straneh Le Petit Vingtièma predstavil nov strip v zvezi z dvema uličnima otrokoma iz Bruslja z naslovom Quick & Flupke (Quick et Flupke). Pod Wallezovim vodstvom je junija začel serializacijo druge Tintinove pustolovščine, Tintin v Kongu, ki je bila zasnovana za spodbujanje kolonialnih pogledov do Belgijskega Konga. Strip je bil napisan v paternalističnem slogu, ki je prebivalce Konga prikazal kot nedorasle idiote, zaradi česar so ga v poznejših desetletjih označili za rasističnega; vendar je bil tak slog v tistem času nesporen in priljubljen, z nadaljnjim oglaševanjem pa se je njegova prodaja le še povečala. Za tretjo pustolovščino, Tintin v Ameriki, ki so jo objavljali med septembrom 1931 in oktobrom 1932, je Hergé končno naredil scenarij po lastni izbiri, čeprav je delo uporabil za antikapitalističen in protipotrošniški namen, v skladu z ultrakonzervativno ideologijo časopisa. Čeprav so se Tintinove pustolovščine od leta 1930 objavljale v francosko-katoliškem Cœursu Vaillantsu ("Pogumna srca"), je Hergé kmalu začel prejemati prošnje za objavo tudi od švicarskih in portugalskih časopisov. Čeprav je bil pri svojih letih bogatejši od večine Belgijcev, je kljub vedno večjemu uspehu ostal nejeverni "konservativni mladenič", predan svojemu delu.
Hergé je delo iskal tudi drugje in ustvaril risanko Prijazni gospod Mops za veleblagovnico Bon Marché in Pustolovščine Tima veverice za rivalsko veleblagovnico L'Innovation.

### Prva poroka
V pisarnah Le Petit Vingtièma je Hergé leta 1928 spoznal žensko z imenom Germaine Kieckens (1906 - 26. oktober 1995), ki je postala njegova prva žena. Rdečelaska, ki jo je Pierre Assouline opisal kot "elegantno in priljubljeno", je dobila službo kot tajnica Norberta Walleza. V času njenega rojstva so bili njeni starši sorazmerno starejši, in ko so izgubili starejšega otroka, so bili do nje še posebej zaščitniški. Zelo je občudovala Walleza, ki ga je gledala kot očetovsko figuro, zato je sprejela njegova fašistična politična prepričanja. Imenovana je bila za urednico Votre Vingtième, Madame, časopisnega dodatka za ženske, za katerega je Hergé včasih ilustriral naslovnico. Z psevdonimom Tantine je začela pisati tudi članke za Le Petit Vingtième. Prvih 500 izvodov Tintina v Sovjetski zvezi je Hergé oštevilčil in podpisal s Tintinovim podpisom, poleg katerega je Kieckensova narisala Švrkovo šapo.
Leta 1930 jo je Hergé skoraj vsak večer pospremil iz službe do doma, čeprav je takrat izražala bolj malo romantičnega zanimanja zanj. Namesto tega si je zaželela starejšega ali bolj zrelega moškega, kot je bil Abbe. Wallez pa je oba spodbujal, da skleneta razmerje, in nekega večera v palači Taverne du je Hergéju naznanila, da bi se rada poročila.
20. julija 1932 sta se Hergé in Kieckens poročila; čeprav nobeden od njiju ni bil povsem zadovoljen z zvezo, ju je k temu spodbudil Wallez, ki je vztrajal, da se vsi njegovi samski uslužbenci poročijo, in ki je tudi osebno opravil poročni obred v cerkvi Saint-Roch v Laeknu. Po preživljanju medenih tednov v Viandenu v Luksemburgu, se je par preselil v stanovanje v rue Knapnu v Schaerbeeku.

## Naraščajoča slava

### Sinji lotosinJo, Zette & Jocko: 1932–1939
Novembra 1932 je Hergé napovedal, da bo naslednji mesec poslal Tintina na pustolovščino v Azijo. Čeprav se je naslov sprva imenoval Tintin in njegove pustolovščine, reporter v orientu se je pozneje preimenoval v Faraonove cigare. Skrivnostna zgodba se začne v Egiptu, in nadaljuje v Arabiji in Indiji, ko se v zgodbi prvič predstavijo ponavljajoči se junaki Petek in Svetek ter Rastapopulos. Prek prijatelja Charlesa Lesnea so Hergéja najeli za izdelavo ilustracij za podjetje Casterman, kjer so konec leta 1933 predlagali, da bi v knjižni obliki objavili tako serijo Tintin in njegove pustolovščine kot Quick & Flupke, s čimer se je Hergé strinjal; prva Castermanova knjiga je bil zbrani zvezek stripov Faraonovih cigar. Še naprej je subvencioniral svoje stripovsko delo s komercialnim oglaševanjem, januarja 1934 je z dvema partnerjema ustanovil tudi oglaševalsko družbo "Atelier Hergé", katero pa so po šestih mesecih zaprli.
Potem ko je bil Wallez avgusta 1933 zaradi škandala odstranjen iz uredništva časopisa, je Hergé postal obupan; marca 1934 je poskušal podati odpoved, a so ga spodbudili, da ostane, potem ko so mu skrajšali delovni čas in povečali mesečno plačo iz 2000 na 3000 frankov, Jamin pa je prevzel odgovornost za vsakodnevno vodenje Le Petit Vingtièma.
Od februarja do avgusta 1934 je Hergé objavljal serijo stripov z naslovom Popol Out West v Le Petit Vingtièmu, zgodbo o živalskih likih, ki je bila razvoj prejšnjega stripa Tim veveričke.
Od avgusta 1934 do oktobra 1935 je Le Petit Vingtième serijsko objavljal Tintinovo naslednjo pustolovščino, Sinji lotos, ki se je dogajala na Kitajskem po japonski invaziji na Mandžurijo. Hergé je bil med produkcijo dela močno pod vplivom njegovega prijatelja Džanga Čongrena, katoliško-kitajskega študenta, ki se je šolal na bruseljskem Académie Royale des Beaux-Arts, s katerim se je spoznal maja 1934. Džang mu je predaval o taoistični filozofiji, kitajski umetnosti in kitajski kaligrafiji, kar je vplivalo ne le na njegov umetniški slog, temveč tudi na njegov splošni pogled na življenje. Hergé je kot znak zahvale v Sinji lotos dodal karakterja "Čang Čong Jena", mladega kitajskega fanta, ki se sreča s Tintinom in se z njim spoprijatelji. Hergé je Sinjemu lotosu namenil veliko več pozornosti in natančnosti, kar je pripomoglo k realističnemu prikazu Kitajske. Zaradi tega je Sinji lotos široko ocenjen kot "Hergéjeva prva mojstrovina" in merilo pri razvoju serije. Casterman je stripe objavil v knjižni obliki in tudi vztrajal, da Hergé v stripe vključi barve, tako v tem zvezku, kot v ponatisih Amerike in Cigar. Leta 1936 so začeli tudi s proizvodnjo izdelkov Tintin, kar je Hergé podpiral, saj je imel ideje o celotni prodajalni, posvečeni Tintinu in njegovim pustolovščinam, nekaj, kar se je uresničilo 50 let kasneje. Kljub temu, da so se njegovi serijski stripi izkazali za donosne, so se zbrani zvezki prodajali slabše, kar je Hergé očital Castermanu in jih pozval, naj storijo več za trženje njegovih knjig.
Hergéjeva naslednja Tintinova zgodba, Odlomljeno uho (1935–1937) je bila prva, za katero je bil že od začetka orisan zaplet, saj je bila detektivska zgodba, ki je Tintina odpeljala v Južno Ameriko. Zgodba je predstavila lik generala Alkazarja in tudi prve Hergéjeve izmišljene države in ozemlja v seriji, San Teodoros in Nuevo Rico, dve republiki, ki sta večinoma temeljili na Boliviji in Paragvaju. Nasilni elementi v stripu so razjezili založnike Cœurs Vaillantsa, ki so Hergéja prosili, naj ustvari zgodbo, ki je primernejša za otroke. Rezultat si bile Pustolovščine Jo, Zette in Jocka, serija o mlajšem bratu njegovi sestri ter njuni udomačeni opici. Serija se je začela z The Secret Ray, ki je bil serijsko predstavljen v Cœurs Vaillantsu in nato v Le Petit Vingtièmu, nadaljeval pa z The Stratoship H-22. Hergé je zavračal serijo in komentiral, da so ga liki "strašno dolgočasili." Zdaj, ko je hkrati pisal tri serije, je Hergé delal vse dni v letu in se počutil pod stresom.
Naslednja Tintinova pustolovščina je bila Črni otok (1937–1938), v katerem je Tintin potoval v Britanijo, da bi se bojeval proti ponarejevalcem denarja, katerih šef je bil novi antagonist nemškega rodu dr. Müller. Sledil je naslednji strip z naslovom Otokarjevo žezlo (1938–1939), v katerem Tintin rešuje izmišljeno vzhodnoevropsko državo Sildavijo pred napadom njene ekspanzionistične sosede Bordurije; dogodek je bil antifašistična satira širitve nacistične Nemčije na Avstrijo in Češkoslovaško. Maja 1939 se je Hergé preselil v novo hišo v Watermael-Boitsfortu, čeprav je bil po nemški invaziji na Poljsko vpoklican v belgijsko vojsko in začasno nameščen v Herenthoutu. V mesecu dni je bil demobiliziran, nakar se je vrnil v Bruselj, kjer si je ustvaril bolj protinemško stališče, ko je začel s svojo naslednjo pustolovščino Tintin v deželi črnega zlata, ki je bila postavljena na Bližnji vzhod in vsebovala dr. Müllerja, ki je poskušal sabotirati naftovode.
V tem obdobju je Hergé prispeval tudi k L'Ouest (Zahod), časopisu, ki ga je vodil njegov prijatelj Raymond de Becker. L'Ouest je Belgijo pozival, naj ostane v drugi svetovni vojni nevtralna, kar je Hergé podpiral tudi s svojim novim stripom Mr Bellum. Hergéja je na Kitajsko povabil kitajski nacionalni vodja Čang Kaj-Šek, ker je užival v stripu Sinji lotos, čeprav se zaradi takratnih političnih razmer v Evropi srečanja Hergé ni mogel udeležiti. Decembra so ga ponovno mobilizirali in stacionirali v Antwerpnu, od koder je še naprej pošiljal Tintinove stripe v Le Petit Vingtième. Vendar je kmalu zbolel za sinuzitisom in tvori in bil zato maja 1940 razglašen za nesposobnega za vojaško služenje. Istega dne je Nemčija napadla Belgijo. Le Vingtième Siècle je bil zaprt, na sredi serializacije Tintina v deželi črnega zlata.

### Nemška okupacija inLe Soir: 1939–1945
Gotovo je Raymond De Becker sočustvoval z nacionalsocialističnim sistemom in bil tedaj v soglasju s Henrijem de Manom. Priznam, da sem sam verjel, da je prihodnost Zahoda odvisna od  novega reda. Za mnoge ljudi se je demokracija izkazala za varljivo in Novi red je prinesel novo upanje. V katoliških krogih so bili takšni pogledi pogosti. Glede na vse, kar se je zgodilo, je bila seveda grozna napaka, da smo četudi samo za trenutek verjeli v Novi red.

Hergé, 1973
Medtem ko se je belgijska vojska spopadala z Nemci, sta Hergé in njegova žena z avtom pobegnila v Francijo skupaj z več deset tisoč drugimi Belgijci. Najprej sta ostala v Parizu in se nato odpravila proti jugu do Puy-de-Dômeja, kjer sta ostala šest tednov. 28. maja je belgijski kralj Leopold III. predal državo nemški vojski, da bi preprečil nadaljnje pobijanje; poteza, ki jo je Hergé podpiral. Sledil je kraljevi prošnji, naj se vsi Belgijci, ki so pobegnili iz države, vrnejo nazaj v Bruselj, kamor je prispel 30. junija. Tam je ugotovil, da je bila njegova hiša zasedena kot pisarna za propagando nemške vojske, prav tako pa se je soočil s finančnimi težavami, saj je dolgoval davke, a  ni mogel dostopati do svojih finančnih rezerv. Vse belgijske publikacije so bile pod nadzorom nemške okupacijske sile, ki je Le Petit Vingtièmu zavrnila dovoljenje za nadaljevanje objave. Namesto tega so Hergéju ponudili zaposlitev karikaturista za Le Pays Réel s strani njihovega urednika, reksista Victorja Matthysa, vendar je Hergé dojel Le Pays Réel kot izrecno politično publikacijo, s čimer je položaj zavrnil.
Namesto tega se je zaposlil pri Le Soirju, največjem belgijskem frankofonskem dnevnem časopisu. Odvzetemu od svojih prvotnih lastnikov so nemške oblasti dovolile ponovno odprtje Le Soirja pod vodstvom De Donckerja, čeprav je časopis ostal trdno pod nacističnim nadzorom, pod katerim je podpiral nemško vojno in antisemitizem. Potem ko se je 15. oktobra pridružil ekipi Le Soir, je Hergé sodeloval pri ustvarjanju otroškega dodatka Soir-Jeunesse, pri katerem sta mu pomagala Jamin in Jacques Van Melkebeke. Ponovno je uvedel Tintinove pustolovščine z novo zgodbo, Zlati rakci, v kateri Tintin zasleduje tihotapce drog v Severni Afriki; zgodba je v seriji prelomnica, zaradi uvajanja kapitana Haddocka, ki bo v preostalih Pustolovščinah postal eden od glavnih likov. Ta zgodba je, tako kot kasnejše Tintinove pustolovščine, objavljene v Le Soirju, zavračala politične teme, prisotne v prejšnjih zgodbah, ter namesto tega ostala trdno nevtralna. Hergé je v dodatek vključil tudi nove zgodbe in smešnice Quicka & Flupke ter ilustracije za serializirane zgodbe Edgarja Allana Poea in bratov Grimm.
Maja 1941 je pomanjkanje papirja povzročilo, da se je Soir-Jeunesse zmanjšal na štiri strani, dolžina stripa Tintin pa se je zmanjšala za dve tretjini. Nekaj tednov pozneje je dodatek popolnoma izginil, strip Zlati rakci pa se je preselil v Le Soir, kjer je izhajal dnevno. Medtem ko so se nekateri Belgijci vznemirjali, da je bil Hergé pripravljen delati za časopis, ki ga nadzira okupacijska nacistična uprava, ga je močno navdušila velikost bralstva Le Soirja, ki je dosegala okoli 600.000 bralcev. Z Van Melkebeke je Hergé sestavil dve predstavi o Tintinu. Prva, Tintin v Indiji, se je pojavila v gledališču v Bruslju aprila 1941, druga, Izginotje gospoda Boullocka, pa je bila tam uprizorjena decembra. Od oktobra 1941 do maja 1942 je Le Soir objavljal Hergéjevo naslednjo Tintinovo pustolovščino, Skrivnostna zvezda, nakar je sledila Castermanova publikacija v skupnem zvezku. V skladu z uredniškim stališčem Le Soirja je strip Skrivnostna zvezda zagovarjal antisemitski in antiameriški odnos, pri čemer je bil antagonist bogat judovsko-ameriški poslovnež; to se je izkazalo za posebej sporno v povojnem obdobju, čeprav je Hergé zanikal kakršno koli zlonamerno antisemitsko namero.
V podjetju Casterman so menili, da se črno-beli zvezki Tintinovih pustolovščin ne prodajajo tako dobro, kot barvni stripi, in so zato predlagali, da se zvezki začnejo tiskati v barvi. Obenem se je Belgija soočala s pomanjkanjem papirja, zaradi česar so v Castermanu želeli obseg zvezka s 120 strani zmanjšati na 62. Hergé je bil sprva skeptičen, vendar je na koncu februarja 1942 pristal na njihove zahteve. Casterman je predstavil štiribarvni sistem, čeprav je Hergé vztrajal, da mora barva ostati sekundarna glede na črto in da se ne bo uporabljala za senčenje. Da bi se spoprijel s to dodatno delovno obremenitvijo, je Hergé pristopil k prijatelju, ki ga je spoznal prek Van Melkebekeja, Edgarju P. Jacobsu, da mu pomaga kot karikaturist in kolorist. Jacobs je pri projektu lahko delal le krajši delovni čas, zaradi česar je marca 1942 Hergé zaposlil tudi žensko po imenu Alice Devos. Julija 1942 si je Hergé priskrbel zastopnika Bernarda Thièryja, ki je prevzel 40% provizij; njun delovni odnos je bil napet. Z njihovo pomočjo je Hergé od leta 1942 do 1947 večino svojih prejšnjih Tintinovih dogodivščin prilagodil v barvne različice na 62 straneh.
Hergéjeva naslednja Tintinova pustolovščina je bila Samorogova skrivnost, ki so jo v Le Soirju objavljali od junija 1942. Pri tem projektu je tesno sodeloval z Van Melkebekejem, ki je v detektivsko zgodbo vnesel veliko elementov iz dela Julesa Verna. V zgodbi Tintin in Haddock iščeta pergamente, ki razkrijejo lokacijo skritega piratskega zaklada. Samorogova skrivnost je zaznamovala prvo polovico dela zgodbe, ki je bila dokončana v Zakladu Rackhama Rdečega, katerega so od leta 1943 objavljali v Le Soirju; v tej zgodbi Tintin in Haddock iščeta gusarski zaklad na Karibih, pri čemer je v serijo predstavljen lik profesorja Sončnice. Po Zakladu Rackhama Rdečega je Hergé narisal ilustracije za serializirano zgodbo z naslovom Dupont et Dupond, détectives ("Petek in Svetek, detektiva"), avtorja Paula Kinneta, časopisnega kriminalnega urednika.
Septembra 1943 je bil De Becker odstranjen iz položaja urednika Le Soirja, ker je navedel, da čeprav so nacisti motivirani "zaradi nedvomnega dobrobita, [nimajo] nikakršnega stika z realnostjo". Čeprav je bil Hergé blizu De Beckerja, se je odločil ostati pri časopisu, ki je prišel pod uredništvo Maxa Hodeigeja. Jeseni 1943 se je Hergé odločil, da želi, da bi Jacobs sodeloval z njim pri Tintinovih pustolovščinah. Čeprav se je sprva obotavljal, se je Jacobs sčasoma dogovoril in sprejel plačano mesto januarja 1944. Jacobs in Hergé sta postala tesna sodelavca in močno vplivala drug na drugega, skupaj pa sta razvila zaplet za naslednjo Tintinovo pustolovščino, Sedem kristalnih krogelj, ki so jo v Le Soirju začeli objavljati decembra 1943.

### Povojna polemika: 1944–1946
Ko so zavezniške čete Bruselj osvobodile nemške okupacije, je Le Soir 2. septembra 1944 prenehal z objavo, na polovici serijske izvedbe Sedmih kristalnih krogelj. Hergé je bil aretiran 3. septembra, imenovan za kolaboratorja v odporniškem dokumentu, imenovanem "Galerija izdajalcev". To bi bil prvi od štirih incidentov, v katerih so Hergéja aretirali — s strani državne varnosti, pravosodne policije, belgijskega nacionalnega gibanja in fronte za neodvisnost — med katerimi je preživel eno noč v zaporu. 5. septembra so odpustili celotno osebje Le Soirja in uvedli novo uredniško skupino, medtem ko je 8. septembra Vrhovni štab zavezniških ekspedicijskih sil (SHAEF) izdal razglas, v katerem je sporočil, da ima "vsak novinar, ki je pomagal pri izdelavi časopisa med okupacijo, prepoved opravljanja svojega poklica." Hergé je bil dan na črno listo, zaradi česar je postal brezposeln. Poleg tega ga je kot kolaboratorja javno zasmehoval časopis, tesno povezan z belgijskim odporom, La Patrie, ki je izdal satirični strip z naslovom Pustolovščine Tintina v deželi nacistov.
Obdobje je bilo priča širokim obtožbam proti obtoženim kolaboratorjem, vojaška sodišča so obsodila 30.000 ljudi na manjše obtožbe in 25.000 na resnejše obtožbe; od tega jih je bilo 5.500 obsojenih na dosmrtni zapor ali smrt. Preiskavo pravosodja v zadevi Hergé je sprožil namestnik državnega tožilca, gospod Vinçotte, čeprav je v svojem poročilu pozval na prizanesljivost in izjavil, da "sem nagnjen k temu, da bi zadevo zaključil. Verjamem, da bi nad sodni sistem prineslo posmeh, če bi se spravili na nežaljivega avtorja in ilustratorja otroških knjig. Po drugi strani je Hergé med vojno delal za Le Soir in njegove ilustracije so tisto, zaradi česar so ljudje kupovali ta časopis." Čeprav ni mogel delati za tisk, je Hergé še naprej risal in obarval starejše pustolovščine Tintina, ki jih je podjetje Casterman objavljalo v knjižni obliki. Dokončal je drugo različico Tintina v Kongu in začel z Otokarjevim žezlom. Podjetje Casterman je Hergeja podpiralo ves čas njegove težke preizkušnje, za kar jim je za vedno ostal hvaležen. Poskusil je zaobiti črno listo in z Jacobsom začel ustvarjati stripe pod anonimnim psevdonimom "Olav", toda ko jih je poslal založnikom, ni našel nobenega, ki bi jih sprejel. Čeprav mu je to obdobje omogočilo, da se je rešil pritiska vsakodnevne proizvodnje, ki je vplivala na večji del njegove delovne dobe, se je moral spoprijeti tudi z družinskimi težavami: Njegov brat Paul se je vrnil v Bruselj iz nemškega taborišča, njuno mati pa so morali zaradi blodenj premestili v psihiatrično bolnišnico.

[Med zasedbo] sem delal, tako kot rudar, voznik tramvaja ali pek! Medtem ko se je zdelo običajno, da inženir upravlja vlak, so člane tiska označili za "izdajalce".

Hergé
Oktobra 1945 je Hergéja nagovoril Raymond Leblanc, nekdanji član konservativne odporniške skupine, nacionalnega kraljevskega gibanja, ter njegova sodelavca André Sinave in Albert Debaty. Trio je načrtoval izdajo tedenske revije za otroke, Leblanc — ki se je spominjal Tintina v Sovjetski zvezi iz otroštva — je menil, da bi bil Hergé nalašč za to. Hergé se je strinjal, Leblanc pa je zanj pridobil listine, ki so mu omogočale delo. Zaskrbljen zaradi sodne preiskave Hergéjeve vojne pripadnosti je Leblanc prepričal Williama Ugeuxa, vodjo belgijskega upora, ki je bil zdaj zadolžen za cenzuro in potrdila o dobrem državljanstvu, da je pogledal v dosje karikaturista. Ugeux je zaključil, da je bil Hergé pri svojem delu v Le Soirju "bolj neumnež kot izdajalec". Odločitev o tem, ali bo Hergé pred sodiščem, je pripadla generalnemu revizorju vojaškega sodišča Walterju Jean Ganshofu van der Meerschu. Zadevo je zaključil 22. decembra 1945 in izjavil, da je "zaradi posebej nežaljivega značaja risb, ki jih je objavil Remi, predložitev pred vojno sodišče neprimerna in tvegana".
Brez grožnje s pregonom, je Hergé še naprej podpiral svoje kolege iz Le Soirja, ki so jih obtožili za kolaboratorje; šest jih je bili obsojenih na smrt, drugi pa so dobili dolgotrajne zaporne kazni. Med obsojenimi na smrt je bil tudi Hergéjev prijatelj Jamin, čeprav je bila njegova kazen spremenjena v dosmrtni zapor. Maja 1946 je bilo Hergéju izdano potrdilo o dobrem državljanstvu, ki je postalo v veliki meri potrebno za zaposlitev v povojni Belgiji. Praznovanja je aprila 1946 pokvarila smrt njegove matere; stara je bila 60 let. Harry Thompson je to povojno obdobje označil za "največji preobrat" Hergéjevega življenja. Hergé jo je pozneje označil za "izkušnjo absolutne nestrpnosti. Bilo je grozno, grozno!" Povojna sojenja domnevnim kolaboratorjem je označil za veliko krivico, ki je bila storjena mnogim nedolžnim ljudem, in belgijski družbi ni nikoli odpustil za tako ravnanje, čeprav je to skrival pred svojo javno podobo.

## Poznejše življenje

### Ustanovitev revije Tintin: 1946–1949
Sinave si je zamislil, da bi njihovo novo revijo poimenovali Tintin, saj je verjel, da bo to pritegnilo široko občinstvo. Nizozemska izdaja, ki je izšla na belgijskem flamskem severu, se je imenovala Kuifje po imenu lika v nizozemskem jeziku. Revija je s sloganom "Časopis za mlade v starosti od 7 do 77 let" uporabila tudi logotip z likom Tintina. Kapital za projekt so vložili vpleteni: Leblanc je kot izvršni direktor zagotovil 50%, generalni direktor Georges Lallemand 40%, Hergé, umetniški direktor, pa 10%. Hergé je sestavil skupino sodelavcev, ki so mu pomagali, med njimi Van Melkebeke, Jacobs, Paul Cuvelier in Jacques Laudy. Van Melkebeke je bil sprva imenovan za glavnega urednika, čeprav so ga kmalu zatem aretirali, ker je sodeloval pri kolaboracionističnem časopisu Le Nouveau, njegovo sodelovanje v projektu pa je ostalo skrivno, da bi se preprečila nadaljnja polemika. Van Melkebeke je še naprej zagotavljal delo za revijo pod psevdonimi, čeprav se je to prenehalo med njegovo zaporni kaznijo od decembra 1947 do oktobra 1949.
Prva številka revije Tintin je bila objavljena 26. septembra 1946. Hergé je bil dodeljen, da vsak teden pripravi članek na dveh straneh, začel pa je z zaključkom Sedmih kristalnih krogel, preden se je lotil zgodbe o Sončevem templju. Poleg Hergéjevih pustolovščin Tintina je revija vključevala tudi Laudyjevo Legendo o štirih bratih Aymon in Jacobsovo Skrivnost mečaric, prvo v svoji novi seriji Blake in Mortimer. Medtem ko je revija konkurirala s številnimi tekmeci, predvsem z revijo Spirou, znano po serijski predstavi stripov Lucky Luke in Buck Danny, se je izkazala za takojšen uspeh, saj je bilo v treh dneh po izdaji prodanih 60.000 izvodov. Njena objava je močno spodbudila tudi prodajo Hergéjevih knjig.
Leta 1947 je nastala belgijska filmska adaptacija Zlatih rakcev, in v prepričanju, da so kinematografske priredbe dober način za nadaljevanje, je Hergé stopil v stik z Disney Studios v ZDA; njegovo ponudbo, da bi prilagodili Tintinove pustolovščine za filmsko platno so zavrnili. Maja 1947 se je po prepiru končalo umetniško sodelovanje med Hergéjem in Jacobsom. Hergé je bil ljubosumen nad takojšnjim uspehom Jacobsovih serij Blake in Mortimer in je zavrnil Jacobsovo prošnjo, da bi dobil zasluge za soustvarjalca Tintinovih pustolovščin. Istega meseca se je Hergé oddaljil od svojega menedžerja Thieryja, potem ko je odkril, da je slednji pobiral denar zase.
Številni Belgijci so bili zelo kritični do revije zaradi njenih povezav s Hergéjem, ki je še vedno veljal za kolaboratorja in izdajalca; La Soir in La Cité sta javno kritizirala odločitev, ne da bi ga navajala po imenu, Le Quotidien in Le Drapeau Rouge pa sta ga posebej obsodila. Hergé je verjel, da za številnimi temi obtožbami stoji otroška avtorica Jeanne Cappe, in ji grozil s tožbo. Nezadovoljen z življenjem v Belgiji je Hergé načrtoval emigriranje v Argentino, državo, ki je pozdravljala številne Evropejce, ki so podpirali poražene sile osi, in ki je doživljala uspešno stripovsko sceno. Na koncu si je premislil zaradi razlogov, ki so ostali neznani; možno je, da si ni mogel zagotoviti nobene obljube o delu v južnoameriški državi.

Pravkar sem odkril ... da Tintin ni več jaz in da mu moram, čeprav živi preko nekega umetnega dihanja, nenehno nenehno slediti, in to me bolj in bolj izčrpava.

Hergé, in a letter to his wife, 1947
Hergé in Germaine sta maja dopustovala v bližini Glanda na Ženevskem jezeru v Švici, kjer ju je spremljala njuna prijateljica, mlada ženska po imenu Rosane. Med počitnicami sta se Hergé in Rosane lotila zunajzakonske afere. Počutil se je krivega in se zato junija vrnil v Bruselj. Zasebno je izrazil stališče, da se je zaradi vpliva "amoralnih prijateljev", s katerimi se druži, pripeljal do takega dejanja, za katerega je menil, da je nemoralno. V upanju, da bo ponovno zaživel strast in stabilnost svoje poroke, je z Germain uredil, da sta se kmalu zatem vrnila v Švico; tu sta se po prepiru dogovorila za začasno ločitev. V Švici je obiskal kralja Leopolda III., ki je takrat dopustoval v Prégnyju,  preden se je julija na kratko vrnil nazaj v Bruselj. Nazaj v Švici se je lotil afere z poročeno žensko, čeprav je Germaine znova obvestil, preden se je odpravil preživljati čas v Ardenih. Par se je avgusta skušal združiti tako, da sta skupaj dopustovala v Bretaniji, a tam sta se spet razšla in Hergé se je vrnil k ljubimki v Švico. Septembra se je končno vrnil v Bruselj, kjer je s svojim tesnim prijateljem Marcelom Dehayejem nato preživel čas v samoti v opatiji Notre-Dame-de-Scourmont. Tistega meseca je ponovno oživel Tintin v deželi črnega zlata — pustolovščino Tintina, ki jo je prekinila nemška invazija leta 1940 — in jo začel serijsko objavljati v reviji Tintin. Vendar se je zgodba spet prekinila, tokrat za dvanajst tednov, ko se je Hergé odpravil na nenapovedan dopust v Gland, kar je močno razjezilo številne njegove sodelavce.
Čeprav sta drug do drugega ohranila spoštovanje, je Hergéjeva večkratna odsotnost ustvarila napeto situacijo med njim in Leblancom. Po dolgem iskanju je Leblanc našel založnika, ki bi pripravil izdajati revijo Tintin v Franciji: Le Lombard Georgesa Dargauda, ki je začel izdajati revijo v francoskem jeziku oktobra 1948. Vendar Hergé ni bil zadovoljen, ker je Leblanc imenoval Andréa Freneza za glavnega urednika, kot zamenjavo Van Melkebekejeva. Freneza je opisal kot "hladnega funkcionarja". Hergé je bil trmast in brezkompromisen kot umetniški direktor revije, znan po tem, da je močno kritiziral delo starih prijateljev, kot je Pierre Ickx, če je menil, da ne ustrezajo njegovim zahtevnim standardom. Posebej je bil kritičen do dela dveh novo najetih uslužbencev v Tintinu in Kuifju, Jacquesa Martina in Willyja Vandersteena, ki ju je spodbujal k spremenitvi njunega umetniškega sloga, da bi bolje odražal njegovim lastnim željam. Leblancu je izrazil skrb, da je večina tistih, ki delajo v Tintinu, boljših ilustratorjev kot pripovedovalcev. Prav tako je menil, da Tintin ni bil v koraku s časom, kar je dojemal kot povečano zrelost otrok, s čimer je revijo spodbudil, da bolje odraža trenutne dogodke in znanstveni razvoj.

### Studios Hergé in Fanny Vlamynck: 1950–1965
6. aprila 1950 je Hergé ustanovil Studios Hergé kot javno podjetje. Studios je imel sedež v njegovi hiši Avenue Delleur v Bruslju, Hergé pa si je kupil podeželsko hišo v Céroux-Mousty, njegovo in Germainino glavno prebivališče. Studios je Hergéju nudil tako osebno podporo kot tehnično podporo pri njegovem tekočem delu. Sprva z le tremi zaposlenimi se je to število povečalo na petnajst, vsi pa so delali na Hergéjevih projektih. Marca 1951 je za studio najel Boba de Moora kot svojega osnovnega vajenca. Navdušen nad delom Jacquesa Martina o Zlati sfingi je Hergé prepričal Martina, da se januarja 1954 pridruži studiu; Martin je vztrajal, da s seboj pripelje dva svoja pomočnika, Rogerja Leloupa in Michela Demaretta. V začetku petdesetih let so bili številni obsojeni zaradi kolaboracije z nacističnimi okupatorji izpuščeni iz zapora. Hergé je bil razumevajoč do njihovega položaja, nekaterim je posojal denar, drugim pa pomagal pri zaposlovanju pri reviji Tintin, kar je bilo Leblancu zelo nadležno. Hergé je na primer poleg tega, da mu je posodil denar, uporabil svoje povezave, da je Raymondu de Beckerju zagotovil službo v Švici kot inšpektorju za prodajo knjig. Za svoj Studios je najel tudi tiste, povezane s kolaboracijo; njegova nova koloristka Josette Baujot je bila žena nedavno umorjenega člana valonske legije, njegov novi sekretar Baudouin van der Branden de Reeth pa je služil zaporno kazen, ker je med okupacijo delal za Le Nouveau Journal. Hergé je zasnoval idejo, da bi Tintinovo pustolovščino postavil na Luno, medtem ko je produciral Sončev tempelj. Marca 1950 je v reviji Tintin začel s serializacijo Odprave na Luno, prvi strip iz dvodelnega zgodbe, ki mu je sledil Pristanek na Luni. Septembra 1950 je Hergé prekinil zgodbo, ker je čutil potrebo po oddihu od dela ter zaradi padca nazaj v klinično depresijo. Z Germaine sta se odpravila na dopust v Gland, preden sta se konec septembra vrnila v Bruselj. Številni bralci so Tintinu poslali pisma, v katerih so spraševali, zakaj se Pristanek na Luni ne izvaja več serijsko, pojavila se je celo govorica, da je Hergé umrl. Pristanek na Luni se je po osemnajstmesečnem premoru vrnil aprila 1952. Hergé je ob delu na novih zgodbah s studio izkoristil tudi za revizijo več svojih zgodnjih del.
Februarja 1952 je bil Hergé udeležen v prometni nesreči, v kateri je bila Germainina noga poškodovana; vanjo so morali vsaditi jekleno palico, zaradi česar je bila več mesecev priklenjena na invalidski voziček. Njuno razmerje se je še dodatno poslabšalo, ko sta septembra 1958 prejela novico o Wallezovi smrti. Njegovo prijateljstvo z Van Melkebekom se je v tem obdobju tudi razšlo, deloma zaradi nasvetov, ki jih je povedal jasnovidec, Bertje Janueneau, kateremu sta Hergé in Germaine zaupala. Januarja 1955 je bila mlada ženska po imenu Fanny Vlamynck najeta kot koloristka v Studios. Hergé se je z njo lotil izvenzakonske afere novembra 1956, kar so preostali zaposleni v studiu kmalu ugotovili. Germaine je postajala sumljiva na moževo naklonjenost do Fanny, vendar je doživljala tudi močno romantično privlačnost do svojega plesnega partnerja. Hergé in Germaine sta se maja 1957 odpravila na križarjenje za nekdanji petdeseti rojstni dan, v katerem sta obiskala Casablanco, Rabat, Palermo in Rim ter se oktobra odpravila na drugi dopust, tokrat v Ostend. Po tem je Germaine razkril svojo afero s Fanny. Začel je doživljati travmatične sanje, v katerih je prevladovala bela barva. Obiskal je Franca Ricklina, psihoanalitika, ki je bil študent Carla Junga v Zürichu maja 1959 in mu jih razložil. Februarja 1960 se je vrnil v Švico, po prihodu nazaj v Bruselj pa je začel najemati stanovanje v Uccleu, stran od Germaine. Njegova zveza z Germaine se je končala, čeprav zaradi omejitev po belgijskem zakonu, ni mogel uradno končati zakonske zveze, na kar je moral počakati še sedemnajst let.
Septembra 1958 je revija Tintin svoj sedež preselila v novo zgrajeno stavbo v bližini Gare du Midi. Hergé se je še naprej prepiral z Leblancem zaradi revije; zaradi nenehnih odsotnosti je bil zamenjan kot umetniški vodja in zahteval je ponovno zaposlitev. Leblanc je popustil v začetku leta 1965, čeprav se je Hergé kmalu odpravil na Sardinijo za šest tednov. Oktobra 1965 je Leblanc za glavnega urednika revije imenoval karikaturista Grega, saj je verjel, da je sposoben reformiranja revije tako, da ostane primerna mladini tistih časov. V tem trenutku je bila revija Tintin na vrhuncu komercialne prodaje, z 600.000 prodanimi izvodi na teden, čeprav je Hergé izgubil veliko zanimanja zanjo.

Hergéjeva prodaja knjig je bila večja kot kdaj koli prej, za britanski, španski in skandinavski trg so nastajali prevodi. Bil je deležen mednarodne tiskovne pozornosti, članki o njegovem delu pa so bili objavljeni v France-Observateurju, The Listenerju in The Times Literary Supplementu. Paul Vandromme je napisal nekritično knjigo o Hergéju z naslovom Le Monde de Tintin ("Svet Tintina"), ki jo je izdala založba Éditions Gallimard; Hergé je odklonil vključitev predlaganega predgovora Rogerja Nimierja, potem ko se mu je hvala za njegovo lastno delo zdela preveč neprijetna. Nastale so radijske adaptacije Tintinovih pustolovščin, prav tako animirane risanke, ki jih je produciral Belvision Studios, Hergéjeve pustolovščine Tintina. Nastala sta tudi dva akcijska filma, Tintin in Zlata runa (1961) ter Tintin in Modra pomaranča (1964), s katerima je Hergé tesno sodeloval.
V začetku šestdesetih let dvajsetega stoletja se je Hergé, zaradi zanimanja v moderni umetnosti spoprijateljil z trgovcem z umetninami Marcelom Stalom, lastnikom galerije Carrefour v Bruslju. Bil je še posebej ljubitelj del Constanta Permekeja, Jakoba Smitsa, Lucija Fontana in Jean-Pierra Raynaurda ter gibanja pop art, zlasti dela Roya Lichtensteina. Zbral je svojo osebno zbirko, ki je bila sestavljena tako iz modernih slik kot tudi afriške umetnosti in kitajske keramike. Leta 1962 se je Hergé odločil, da želi slikati. Za svojega zasebnega učitelja je izbral Louisa Van Linta, enega najbolj cenjenih belgijskih slikarjev abstraktnih del, katerega delo mu je bilo zelo všeč. Hergé se je slikarstva lotil kot hobij in produciral abstraktna umetniška dela, na katera sta vplivala stila Joana Mirója in Sergeja Poliakoffa. Svoje delo je pokazal umetnostnemu zgodovinarju Léu Van Puyveldeju, ki je bil glavni konservator Musées des Beaux-Arts, ki je verjel, da slike kažejo obetavnost, a da je Hergéjev resnični talent zasnovan s karikaturami. Hergé je kmalu zatem opustil slikanje, kjer je ustvaril 37 slik. Med junijem in decembrom 1965 je revija Tintin porabila manj časa za nove pustolovščine Tintina, serijsko je pripravila novo obarvano različico Črnega otoka, ki jo je pripravilo osebje Studios Hergé. Hergé je s pomočjo svojega studia produciral strip Zadeva Sončnica med leti 1954 in 1956, kateremu je med letoma 1956 in 1957 sledil Koks na krovu.

### Zadnja leta: 1966–1983
V šestdesetih letih dvajsetega stoletja je Hergé postajal vse bolj razburjen zaradi uspeha serije stripov Renéja Goscinnyja in Alberta Uderzoja o Asterixu, ki so jo različni komentatorji označili za serijo, ki je v popularnosti prehitela Tintina in njegove pustolovščine kot najpomembnejši franko-belgijski strip. V upanju, da bo posnemal uspeh nedavno animiranih filmov Prva prigoda (1967) ter Asterix in Kleopatra (1968), je Hergé privolil v produkcijo dveh animiranih Belvision filmov, ki temeljita na Tintinovih pustolovščinah. Prvi, Tintin in Sončev tempelj (1969), je temeljil na že obstoječih stripih, drugi, Tintin in jezero morskih psov (1972), pa je bila originalna zgodba, ki jo je napisal Greg. Leta 1982 je ameriški filmski ustvarjalec Steven Spielberg zaprosil za filmske pravice za priredbo filma po eni od zgodb Tintinovih pustolovščin, kar je navdušilo Hergéja, vendar se projekt takrat še ni uresničil.
Oktobra 1971 je novinar Numa Sadoul s Hergéjem opravil obsežen intervju, v katerem se je slednji odprl o številnih težavah, ki jih je imel v osebnem življenju. Sadoul je nameraval intervju objaviti kot knjigo, vendar je Hergé v kopiji naredil veliko sprememb, tako da bi izboljšal prozo in odstranil odseke, ki so ga prikazovali v negativni luči. Uredniki v Castermanu so nato odstranili še druge odseke, zlasti tiste, v katerih je Hergé izrazil negativno stališče do katolicizma. Intervju je bil objavljen kot Tintin et moi ("Tintin in jaz") leta 1975. Hergé je temu sledil s privoljenjem, da je predmet dokumentarnega filma, ki ga je ustvaril Henri Roane, Moi, Tintin ("Jaz , Tintin "), ki je premiero doživel leta 1975. Januarja 1977 se je udeležil ene prvih stripovskih konvencij v Angoulêmeju, kjer so ga kot enega izmed mojstrov discipline sprejeli z velikim občudovanjem. V počastitev petdesete obletnice Tintinovih dogodivščin leta 1979 je v bruseljskem hotelu Hilton potekal slavnostni dogodek, v Palais de Beaux-Arts pa je potekala razstava "Le Musée imaginaire de Tintin" ("Imaginaren muzej Tintina").
Aprila 1971 je Hergé prvič obiskal ZDA, predvsem zato, da je obiskal specialista za jetra v Rochesteru v Minnesoti; vendar je na potovanju obiskal tudi rezervacijo Sujov v Južni Dakoti, kjer je bil šokiran nad pogoji, v katerih so živeli njihovi prebivalci. Ob tem obisku je nekaj časa preživel tudi v Chicagu, San Franciscu, Los Angelesu, Las Vegasu in Kansas Cityju. Aprila 1972 je odpotoval v New York City na mednarodno stripovsko konferenco in tam prikazal županu Johnu Lindsayju animacijo Tintina, ki obiskuje mesto. V mestu se je srečal tudi s pop umetnikom Andyjem Warholom. Nekaj let pozneje, leta 1977, je Warhol obiskal Evropo, kjer je ustvaril Hergéjev pop art portret. Aprila 1973 je Hergé sprejel povabilo vlade za obisk Tajvana zaradi priznanja, da je promoviral kitajsko kulturo v Sinjem lotosu. Med obiskom je preživel čas tudi na Tajskem in na Baliju.
Hergé si je dolgo prizadeval, da bi spet vzpostavil stik s svojim starim prijateljem Džangom Čongrenom, s katerim je izgubil stik. Redno je spraševal Kitajce, ki jih je srečal, če poznajo Džanga, in leta 1979 je doživel nekaj uspeha, ko je uslužbenec v bruseljski kitajski restavraciji razkril, da je Džangov krščenec. Hergé je tako lahko ponovno vzpostavil stik s svojim starim prijateljem. Novinar Gérard Valet je organiziral, da je Džang obiskal Bruselj, da bi se lahko on in Hergé ponovno srečala. Dogodek se je zgodil marca 1981 in je bil močno reklamiran; Hergé je le s težka sprejel tak položaj, saj mu ni bila všeč tiskovna pozornost, menil je namreč, da sta se z Džangom v vmesnih letih oddaljila.
Junija 1970 je umrl Hergéjev oče, po pogrebu pa je Hergé dopustoval v bližini Ženevskega jezera. Leta 1974 je njegov pomočnik Branden doživel možgansko kap in ni mogel več pisati, Hergé ga je zato nadomestil z mladim moškim Alainom Baranom, ki ga je Hergéjev biograf Pierre Assouline pozneje označil za Hergéjevega "nadomestnega sina". Marca 1977 je bila Hergéjeva ločitev z Germaine končana; čeprav jo je Hergé še naprej obiskoval in jo finančno podpiral, je Germaine ločitev sprejela slabo, saj je to videla kot nadaljnjo izdajo. Hergé se je nato lahko nekaj tednov pozneje poročil s Fanny na manjši slovesnosti 20. maja; star je bil 70, ona pa 42 let.

#### Smrt
Leta 1979 je bil Hergé diagnosticiran z osteomielofibrozo, kar zahteva popolno transfuzijo krvi. Njegove potrebe po transfuzijah krvi so se povečale, saj jih je najprej potreboval vsaka dva tedna in nato vsak teden.
25. februarja 1983 je Hergé doživel srčni zastoj in bil hospitaliziran na intenzivni negi v bruseljski Cliniques universitaires Saint-Luc. Tam je umrl 3. marca. Njegova smrt je bila na naslovnicah številnih frankofonskih časopisih, vključno z Libération in Le Monde. V svoji oporoki je označil Fanny za svojega edinega dediča.
Novembra 1986 je Fanny zaprla Studios Hergé in ga nadomestila s fundacijo Hergé.
Leta 1988 je bila ukinjena revija Tintin.

## Zasebno življenje
Hergé je bil zelo zasebna oseba, ki jo je biograf Harry Thompson označil za "zadržanega [in] nenavdušnega". Po besedah njegovega biografa Pierra Sterckxa se je Hergé v javnosti zdel "zelo običajen", v resnici pa je bil "izjemno razgledan, z nenasitno radovednostjo, stalno na preži". Zelo je užival v sprehodih po podeželju, vrtnarjenju in zbiranju umetnosti ter bil ljubitelj jazzovske glasbe. Čeprav ni maral javnega ali nastopanja v tisku, je Hergé vztrajal, da se osebno odzove na vsa prejeta sporočila oboževalcev, kar je zavzelo velik del njegovega časa. Izjavil je, da če "ne bi odgovarjal na otroška pisma, bi bila to izdaja njihovih sanj." Prijatelji so ga opisali kot šaljivega moškega, znanega predvsem po svojih samozadovoljujočih šalah. Kolegi so Hergéja opisali kot egocentričnega, oceno, s katero se je strinjal. Znan je bil kot avtoritaren pri ravnanju s svojimi pomočniki in ni hotel deliti zaslug z njimi za njihovo vlogo pri njegovem delu. Sterckx je ugotovil, da je bil "po eni strani lahko oddaljen, celo hladen, po drugi pa vdan".
Med svojim prvim zakonom je imel številne afere z drugimi ženskami. Ni imel otrok, saj je zaradi radiacijskega zdravljenja postal neploden, a je v petdesetih letih dvajsetega stoletja ponudil posvojiti dva otroka njegovega brata Paula, Denise in George, ko sta se njuna starša soočala s težavami v zvezi. Paul je ponudbo zavrnil, Denise in George pa sta pozneje dejala, da nista nikoli imela velike naklonjenosti do Hergéja, saj se jima je zdel nepraktičen okoli otrok. Hergé je bil vzgojen kot katolik, čeprav nikoli ni bil ravno pobožen izvajalec religije. V poznejšem življenju se je njegova naklonjenost katolicizmu zmanjšala, ko je razvil močno zanimanje za daoizem in postal agnostik. Bil je oboževalec Daodedžinga in Arnaud Desjardinsove Poti k modrosti, pa tudi Tao fizike Fritjofa Caprasa ter dela Jean-Émileja Charona.

### Politični pogledi
V političnem smislu je bil Hergé goreč rojalist in je tako ostal vse življenje, verjel je tudi v enotnost Belgije. Hergé je bil v svojem zgodnjem življenju "blizu tradicionalne desnice" belgijske družbe, pri čemer je Sterckx opazil, da je bil s svojim delom "pahnjen v desničarske, celo skrajne desničarske kroge". Po besedah Harryja Thompsona takšne politične ideje niso bile nič nenavadnega v krogih srednjega razreda v Belgiji 1920-ih in zgodnjih tridesetih let dvajsetega stoletja, kjer so bili "domoljubje, katolištvo, stroga morala, disciplina in naivnost tako neločljivo povezani v življenju vseh, da je bila desničarska politika skorajda neizogiben stranski proizvod. Bil je svetovni pogled, ki so ga delili vsi, odlikovalo pa ga je predvsem popolno nepoznavanje sveta." Ko je Hergé prevzel odgovornost za Le Petit Vingtième, je sledil navodilom Walleza in časopisu dovolil, da vsebuje izrecno profašistično in antisemitsko nastrojenost. Literarni kritik Jean-Marie Apostolidès je opozoril, da je lik Tintina poosebljen koncept "Nove mladine", ki jo je takrat spodbujala skrajna desnica Evrope. Zgodnje pustolovščine Tintina so pod Wallezovim vodstvom vsebovale izrecna politična sporočila za njegovo mlado bralstvo. Tintin v Sovjetski zvezi je bil delo antisocialistične propagande, medtem ko je bil Tintin v Kongu zasnovan tako, da je spodbujal kolonialistično nastrojenost do belgijskega Konga, Tintin v Ameriki pa je bil zasnovan kot delo protiamerikanizma, ki je močno kritičen do kapitalizma, komercializma in industrializacije.
V nasprotju z Hergéjevo vpletenostjo v belgijsko desnico je Sterckx menil, da je karikaturist "liberalen in neodvisen duh", nekdo, ki je "ravno nasprotno od konservativca [ali] reakcionarja desnice". Michael Farr je zatrdil, da je imel Hergé v svojih zgodnjih dneh "akutno politično vest", kar kaže na primer obsodbe rasizma v ZDA, ki je očitno prisotno v Tintinu v Ameriki. Literarni kritik Tom McCarthy je šel še dlje, pri čemer je pripomnil, da je Tintin v Ameriki predstavljal pojav "levičarske kontra tendence" v Hergéjevem delu, ki se je uprlo njegovemu desničarskemu okolju in ki je bilo posebej kritično do bogatih kapitalistov in industrijalcev. To se je nadaljevalo v stripu Sinji lotos, v katerem je Hergé zavrnil svoje "klasično desničarske" ideje, da bi sprejel protiimperialistično stališče, in na podoben način v stripu Quick & Flupke smešil skrajno desne voditelje Nemčije in Italije, Adolfa Hitlerja in Benita Mussolinija. Čeprav je sredi tridesetih dvajsetega stoletja to storilo veliko njegovih prijateljev in kolegov, se Hergé ni pridružil skrajno desničarski reksistični stranki, pozneje je trdil, da je "do nje vedno imel odpor" in komentiral, da bi bil, če bi "vrgel svoje srce in dušo v ideologijo, to ne več on."

### Obtožbe o rasizmu
Hergé se je soočil z večkratnimi obtožbami rasizma zaradi upodabljanja različnih etničnih skupin v Tintinovih pustolovščinah. Kot je dejal McCarthy, je v Tintinu v Kongu Hergé predstavljal Kongovce kot "dobre po srcu, a lene prebivalce, ki potrebujejo evropsko vodstvo". Thompson je trdil, da Hergé ni napisal knjige kot "namerno rasistično" in da odraža povprečen belgijski pogled na Kongo v 20. stoletju, ki je bil bolj pokroviteljski kot zlonameren. Knjiga takrat ni izzvala nobene polemike, saj je bila zaznana kot rasistična šele v drugi polovici 20. stoletja.
V naslednji pustolovščini Tintin v Ameriki je Hergé predstavil pripadnike plemena Črna noga domorodnih Američanov kot "lahkoverne, celo naivne", čeprav je bil kljub temu "naklonjen" njihovi kulturi in stiski, saj je upodobil njihovo zatiranje s strani vojske Združenih držav Amerike. V Sinjem lotosu je Japonce upodobil kot militaristične in z velikimi zobmi, kar je sprožilo obtožbe o rasizmu.
Hergéja so obtožili tudi uporabe antisemitskih stereotipov. Lik Rastapopulosa naj bi temeljil na antisemitskih stereotipih, kljub Hergéjevim protestom, da je lik grški in ne židovski.
Hergé je bil že od malih nog odkrito kritičen do rasizma. Kritiziral je rasizem družbe Združenih držav Amerike v uvodnem komentarju stripa Tintin v Ameriki, objavljenem v Le Petit Vingtièmu 20. avgusta 1931, in se posmehoval rasističnemu odnosu do Kitajcev v Sinjem lotosu. Peeters je zatrdil, da "Hergé ni bil nič bolj rasističen kot naslednji človek", ocena, ki jo je delil Farr, ki je po srečanju s Hergéjem v osemdesetih komentiral, da "ne bi mogel srečati nekoga, ki bi bil bolj odprt in manj rasističen". V nasprotju s tem je predsednik Mednarodnega društva Bande Dessinée Society  Laurence Grove menil, da se je Hergé držal svojega prevladujočega družbenega trenda v svojem okolju, in da "ko je bilo modno biti nacist, je bil nacist. Ko je bilo v modi biti kolonialni rasist, je to bil."

## Zapuščina
Assouline je Hergéja opisal kot "poosebitev Belgije".

### Nagrade in priznanja
- 1971: Adamsonova nagrada, Švedska[280]
- 1972: Rumeni deček nagrada za življenjsko delo ("una vita per il cartooning") na festivalu Lucca[281]
- 1973: Nagrada Saint-Michel mesta Bruselj[280]
- 1999: Vključen v nagrado Harvey Dvorana slavnih Jacka Kirbyja[280]
- 2003: Vključen v nagrado Eisner Dvorana slavnih po ocenitvi sodnikov[280]
- 2006: Dalajlama je za lik Tintina podelil nagrado za svetlobo resnice na mednarodni kampanji za Tibet[282]
- 2007: Izbran kot glavni motiv belgijskega spominskega kovanca z nominalno vrednostjo 20 € v čast njegovega 100. rojstnega dne.[283]

Po podatkih Unescovega Index Translationuma je Hergé deveti najpogosteje prevedeni avtor francoskega jezika, drugi največkrat prevedeni belgijski avtor po Georgesu Simenonu in drugi avtor najpogosteje prevedenih francoskih jezikov za Renéjem Goscinnyjem. Po njem je bil poimenovan tudi asteroid 1652 Hergé, znotraj asteroidnega pasu, ki so ga poimenovali leta 1953.

### V popularni kulturi
Risana verzija Hergéja se pogosto prikaže v risani seriji Tintin in njegove pustolovščine Ellipse-Nelvane. Animirana različica Hergéja se pojavi tudi na začetku animiranega filma Tintin in njegove pustolovščine: Samorogove skrivnosti v režiji Stevena Spielberga in producenta Petra Jacksona, kjer je upodobljen kot ulični karikaturist, ki nariše Tintinov portret.

### Muzej Hergé
Muzej Hergé se nahaja v središču Louvain-la-Neuve, mesta na jugu Bruslja. Ta lokacija je bila za muzej prvotno izbrana leta 2001. Futuristično zgradbo je zasnoval francoski arhitekt Christian de Portzamparc, nagrajen s Pritzkerjem, gradnja pa je stala 15 milijonov evrov. Na stoletnico rojstva Hergéja, 22. maja 2007, je bil položen prvi kamen muzeja. Muzej je svoja vrata odprl junija 2009.
Zamisel o muzeju, posvečenemu Hergéjevemu delu, je mogoče zaslediti že ob koncu sedemdesetih let dvajsetega stoletja, ko je bil Hergé še živ. Po njegovi smrti leta 1983 je Hergéjeva vdova, Fanny, vodila prizadevanja, ki jih je najprej imel Studios Hergé, nato pa nova fundacija Hergé, da bi katalogizirala in izbrala umetniška dela in elemente, ki bodo postali del muzejskih razstav.
V muzeju Hergé je osem stalnih galerij, ki prikazujejo originalna umetniška dela Hergéja in pripovedujejo zgodbo o njegovem življenju in karieri, ki prej ni bila vidna javnosti. V muzeju je tudi začasna razstavna galerija. Čeprav je Tintin v muzeju eden od glavnih tem, so prisotni tudi drugi Hergéjevi liki stripov, kot so Jo, Zette in Jocko ter Quick in Flupke, kot tudi njegovo delo grafičnega oblikovalca.

### Navedbe
1. ↑  Goddin 2011, str. 85.
2. ↑  Assouline 2009, str. x.
3. ↑  London Review of Books 2012.
4. ↑  Opstal, H. van (1994) Essay RG. Het fenomeen Hergé, pp. 8+10+132-133+195
5. ↑  Goddin, Philippe (2008) Hergé. Levenslijnen, p. 25
6. 1 2  Peeters 2012, str. 6.
7. 1 2  Sterckx 2015, str. 11.
8. ↑  Assouline 2009, str. 3.
9. ↑  Assouline 2009, str. 3; Peeters 2012, str. ;6–7.
10. ↑  Assouline 2009, str. 3; Thompson 1991, str. ;18; Peeters 2012, str. 8.
11. ↑  Assouline 2009, str. ;3–4; Peeters 2012, str. 5.
12. ↑  Peeters 2012, str. 14.
13. ↑  Assouline 2009, str. 7; Peeters 2012, str. 7.
14. ↑  Assouline 2009, str. 5; Peeters 2012, str. ;12–13.
15. ↑  Assouline 2009, str. 6; Peeters 2012, str. 8.
16. ↑  Peeters 2012, str. ;10–11.
17. ↑  Assouline 2009, str. 7.
18. ↑  Peeters 2012, str. 5.
19. ↑  Assouline 2009, str. 8; Thompson 1991, str. ;19; Peeters 2012, str. 16.
20. ↑  Assouline 2009, str. 8; Peeters 2012, str. ;11–12.
21. ↑  Assouline 2009, str. ;8–9.
22. 1 2  Assouline 2009, str. 9; Peeters 2012, str. 16.
23. ↑  Assouline 2009, str. 9; Thompson 1991, str. 20; Peeters 2012, str. 19.
24. ↑  Assouline 2009, str. 9; Peeters 2012, str. 22.
25. ↑  Assouline 2009, str. 15; Peeters 2012, str. 17.
26. ↑  Peeters 2012, str. 18.
27. ↑  Assouline 2009, str. 10; Peeters 2012, str. 20.
28. ↑  Assouline 2009, str. 11; Peeters 2012, str. 20.
29. ↑  Assouline 2009, str. 11; Peeters 2012, str. ;21–23.
30. ↑  Assouline 2009, str. ;11–13; Peeters 2012, str. 27.
31. ↑  Assouline 2009, str. ;12, 14–15; Peeters 2012, str. ;27–28.
32. ↑  Assouline 2009, str. ;15–16; Peeters 2012, str. ;28–29.
33. ↑  Peeters 2012, str. ;31–32.
34. 1 2  Assouline 2009, str. 38.
35. ↑  Assouline 2009, str. 16; Farr 2001, str. 12; Peeters 2012, str. 32.
36. ↑  Assouline 2009, str. 17; Farr 2001, str. 18; Lofficier & Lofficier 2002, str. 18.
37. ↑  Goddin 2008, str. 67.
38. ↑  Assouline 2009, str. 19; Thompson 1991, str. 25; Peeters 2012, str. 34.
39. ↑  Assouline 2009, str. ;45–46; Peeters 2012, str. ;59–60.
40. ↑  Assouline 2009, str. ;22–23; Peeters 2012, str. ;34–37.
41. ↑  Peeters 2012, str. ;39–41.
42. ↑  Assouline 2009, str. ;32–34; Peeters 2012, str. ;42–43.
43. ↑  Goddin 2008, str. 95; Assouline 2009, str. ;23–24; Peeters 2012, str. ;44–45.
44. ↑  Assouline 2009, str. ;26–29; Peeters 2012, str. ;45–47.
45. ↑  Thompson 1991, str. ;46–50; Assouline 2009, str. ;30–32.
46. ↑  Assouline 2009, str. 35.
47. ↑  Assouline 2009, str. 44; Peeters 2012, str. ;43, 48.
48. ↑  Thompson 1991, str. 46; Goddin 2008, str. 89.
49. 1 2 3 4 5 6  Assouline 2009, str. 33.
50. ↑  Peeters 2012, str. 348.
51. 1 2 3 4 5  Peeters 2012, str. 48.
52. ↑  Peeters 1989, str. 27; Lofficier & Lofficier 2002, str. 21; Peeters 2012, str. 41.
53. ↑  Assouline 2009, str. ;33–34; Peeters 2012, str. ;47–48.
54. ↑  Peeters 2012, str. 58.
55. ↑  Peeters 2012, str. 62.
56. ↑  Thompson 1991, str. ;52–57; Assouline 2009, str. ;42–44; Peeters 2012, str. ;62–65.
57. ↑  Assouline 2009, str. ;40–41, 44; Peeters 2012, str. ;57, 60.
58. ↑  Thompson 1991, str. 49; Assouline 2009, str. ;36–37; Peeters 2012, str. ;60–61.
59. ↑  Assouline 2009, str. ;40–41; Peeters 2012, str. ;60, 67–68.
60. ↑  Peeters 2012, str. 73.
61. 1 2 3  Thompson 1991, str. ;60–64; Farr 2001, str. ;51–59; Lofficier & Lofficier 2002, str. ;33–36; Assouline 2009, str. ;48–55; Peeters 2012, str. ;73–82.
62. ↑  Farr 2001, str. 51; Lofficier & Lofficier 2002, str. 35; Peeters 2012, str. ;82.
63. ↑  Goddin 2008, str. ;182, 196; Assouline 2009, str. 53; Peeters 2012, str. ;79–80.
64. ↑  Assouline 2009, str. 55; Peeters 2012, str. 96.
65. ↑  Peeters 2012, str. 94.
66. ↑  Thompson 1991, str. ;68–73; Farr 2001, str. ;61–69; Lofficier & Lofficier 2002, str. ;37–39; Assouline 2009, str. ;55–57; Peeters 2012, str. ;82–84.
67. ↑  Peeters 2012, str. ;86–87.
68. ↑  Peeters 2012, str. 87.
69. ↑  Peeters 2012, str. 88.
70. ↑  Peeters 2012, str. 91.
71. ↑  Thompson 1991, str. ;76–80; Farr 2001, str. ;71–78; Lofficier & Lofficier 2002, str. ;39–42; Assouline 2009, str. ;58–59; Peeters 2012, str. 91.
72. ↑  Thompson 1991, str. ;82–86; Farr 2001, str. ;81–89; Lofficier & Lofficier 2002, str. ;42–44; Assouline 2009, str. ;61–63; Peeters 2012, str. ;97–101.
73. ↑  Peeters 2012, str. 102.
74. ↑  Assouline 2009, str. 63; Peeters 2012, str. ;102–103.
75. ↑  Peeters 2012, str. ;103–4.
76. ↑  Assouline 2009, str. 64–65; Peeters 2012, str. ;103–104.
77. ↑  Assouline 2009, str. 63–64; Peeters 2012, str. ;105–106.
78. ↑  Assouline 2009, str. ;63, 65; Peeters 2012, str. ;106–107.
79. ↑  Peeters 2012, str. ;117–118.
80. ↑  Assouline 2009, str. 66; Peeters 2012, str. ;111–112.
81. ↑  Assouline 2009, str. 67; Peeters 2012, str. ;112–113.
82. ↑  Assouline 2009, str. 68; Peeters 2012, str. ;113–114.
83. ↑  Assouline 2009, str. ;68–69; Peeters 2012, str. 114.
84. ↑  Peeters 2012, str. ;114–115.
85. ↑  Assouline 2009, str. ;70–71; Peeters 2012, str. ;116–118.
86. ↑  Assouline 2009, str. 72; Peeters 2012, str. ;120–121.
87. ↑  Peeters 2012, str. ;124–126.
88. ↑  Thompson 1991, str. ;98–99; Peeters 2012, str. 122.
89. ↑  Assouline 2009, str. ;73–74; Peeters 2012, str. 122.
90. ↑  Peeters 2012, str. 125.
91. ↑  Goddin 2009, str. 73; Assouline 2009, str. 72.
92. ↑  Assouline 2009, str. 73; Peeters 2012.
93. ↑  Thompson 1991, str. ;109–110; Assouline 2009, str. 86; Peeters 2012, str. ;130–131.
94. ↑  Thompson 1991, str. ;106–109; Lofficier & Lofficier 2002, str. ;48–51; Assouline 2009, str. ;80–83; Peeters 2012, str. ;130–135.
95. ↑  Goddin 2009, str. 95; Peeters 2012, str. ;136–137.
96. ↑  Peeters 2012, str. 137.
97. ↑  Assouline 2009, str. ;86–87; Peeters 2012, str. ;138–139.
98. ↑  Goddin 2009, str. 96; Assouline 2009, str. 86; Peeters 2012, str. 139.
99. ↑  Assouline 2009, str. 85; Peeters 2012, str. 131.
100. ↑  Peeters 2012, str. 140.
101. ↑  Peeters 2012, str. 150.
102. ↑  Lofficier & Lofficier 2002, str. 52.
103. ↑  Peeters 2012, str. ;143–144.
104. ↑  Lofficier & Lofficier 2002, str. ;52–53.
105. ↑  Goddin 2008, str. ;128, 130; Assouline 2009, str. 94.
106. ↑  Assouline 2009, str. 93; Peeters 2012, str. ;149–150.
107. ↑  Assouline 2009, str. 98; Peeters 2012, str. 152.
108. ↑  Peeters 2012, str. 153.
109. ↑  Thompson 1991, str. 124; Farr 2001, str. 118; Lofficier & Lofficier 2002, str. 55; Assouline 2009, str. ;98–99.
110. 1 2  Farr 2001, str. 116.
111. ↑  Assouline 2009, str. 195; Peeters 2012, str. 159.
112. ↑  Thompson 1991, str. 126; Farr 2001, str. ;117–118; Assouline 2009, str. 106; Peeters 2012, str. 159.
113. ↑  Farr 2001, str. 116; Peeters 2012, str. 160.
114. ↑  Assouline 2009, str. 106.
115. ↑  Thompson 1991, str. 127; Farr 2001, str. 118; Assouline 2009, str. 106; Peeters 2012, str. 160.
116. ↑  Assouline 2009, str. 107.
117. ↑  Assouline 2009, str. ;108–109.
118. ↑  Farr 2001, str. 118; Assouline 2009, str. 108; Peeters 2012, str. 162.
119. ↑  Peeters 2012, str. 162.
120. ↑  Assouline 2009, str. 126; Peeters 2012, str. 162.
121. 1 2  Farr 2001, str. 118.
122. ↑  Peeters 2012, str. ;163–164.
123. ↑  Assouline 2009, str. 109; Peeters 2012, str. ;164–165.
124. ↑  Assouline 2009, str. 110.
125. ↑  Assouline 2009, str. ;111–112.
126. ↑  Assouline 2009, str. ;111–113.
127. ↑  Assouline 2009, str. 118; Peeters 2012, str. 167.
128. ↑  Peeters 2012, str. 168.
129. ↑  Assouline 2009, str. 113; Peeters 2012, str. 167.
130. ↑  Assouline 2009, str. 113; Peeters 2012, str. 169.
131. ↑  Thompson 1991, str. 124.
132. ↑  Assouline 2009, str. ;113–114; Peeters 2012, str. 161.
133. ↑  Peeters 2012, str. 161.
134. ↑  Assouline 2009, str. 113.
135. ↑  Peeters 2012, str. 165.
136. ↑  Assouline 2009, str. 124; Peeters 2012, str. 173.
137. 1 2 3  Assouline 2009, str. 124.
138. 1 2 3  Assouline 2009, str. 122.
139. ↑  Assouline 2009, str. 120.
140. ↑  Assouline 2009, str. ;120–121; Peeters 2012, str. 171.
141. ↑  Assouline 2009, str. ;118–119; Peeters 2012, str. 172, 175.
142. ↑  Peeters 2012, str. ;175–176, 186.
143. ↑  Assouline 2009, str. 120; Peeters 2012, str. 173.
144. ↑  Assouline 2009, str. 121.
145. ↑  Assouline 2009, str. 133; Peeters 2012, str. 187–189.
146. ↑  Assouline 2009, str. ;126–127; Peeters 2012, str. ;176–177.
147. ↑  Peeters 2012, str. 179.
148. ↑  Assouline 2009, str. ;122–123.
149. ↑  Assouline 2009, str. ;130–131.
150. ↑  Assouline 2009, str. ;131, 134; Peeters 2012, str. ;190–193.
151. ↑  Peeters 2012, str. 183.
152. ↑  Peeters 2012, str. 193.
153. 1 2  Peeters 2012, str. 194.
154. ↑  Peeters 2012, str. 198.
155. ↑  Peeters 2012, str. 201.
156. ↑  Peeters 2012, str. ;201–202.
157. ↑  Peeters 2012, str. ;202–203.
158. ↑  Peeters 2012, str. 203.
159. ↑  Assouline 2009, str. ;127–129; Peeters 2012, str. ;204–205.
160. ↑  Lofficier & Lofficier 2002, str. 59.
161. ↑  Peeters 2012, str. ;210–214.
162. ↑  Peeters 2012, str. 214.
163. ↑  Assouline 2009, str. 131; Peeters 2012, str. 203.
164. ↑  Assouline 2009, str. 142.
165. ↑  Assouline 2009, str. 139.
166. ↑  Peeters 2012, str. 215.
167. ↑  Assouline 2009, str. 169; Peeters 2012, str. 237.
168. ↑  Peeters 2012, str. ;235–237.
169. ↑  Farr 2001, str. 141; Assouline 2009, str. 147; Peeters 2012, str. 226.
170. ↑  Peeters 2012, str. 226.
171. ↑  Peeters 2012, str. 229.
172. ↑  Assouline 2009, str. 148.
173. ↑  Assouline 2009, str. 149.
174. ↑  Assouline 2009, str. ;152–153; Peeters 2012, str. 231.
175. ↑  Assouline 2009, str. 153; Peeters 2012, str. ;249–250.
176. ↑  Assouline 2009, str. ;149–150; Peeters 2012, str. ;233–234.
177. ↑  Assouline 2009, str. 150; Peeters 2012, str. ;234–235.
178. ↑  Assouline 2009, str. 149; Peeters 2012, str. 250.
179. ↑  Assouline 2009, str. 150; Peeters 2012, str. 248.
180. ↑  Farr 2001, str. 135.
181. ↑  Lofficier & Lofficier 2002, str. 63.
182. ↑  Peeters 2012, str. 227; Goddin 2011, str. 13.
183. ↑  Peeters 2012, str. ;227–228.
184. ↑  Peeters 2012, str. 230.
185. ↑  Thompson 1991, str. 149; Farr 2001, str. 141; Peeters 2012, str. 232.
186. ↑  Assouline 2009, str. 159.
187. ↑  Assouline 2009, str. 179; Peeters 2012, str. 239.
188. ↑  Assouline 2009, str. 179; Peeters 2012, str. 240.
189. ↑  Peeters 2012, str. ;240–242.
190. ↑  Assouline 2009, str. 180; Peeters 2012, str. ;260–361.
191. ↑  Peeters 2012, str. 261.
192. ↑  Peeters 2012, str. 262.
193. ↑  Peeters 2012, str. 263.
194. ↑  Assouline 2009, str. ;190–191; Peeters 2012, str. ;275–278.
195. 1 2  Peeters 2012, str. 285.
196. ↑  Peeters 2012, str. 265.
197. ↑  Peeters 2012, str. ;291–292.
198. ↑  Assouline 2009, str. 197; Peeters 2012, str. 292.
199. ↑  Peeters 2012, str. 292.
200. ↑  Peeters 2012, str. 264.
201. ↑  Peeters 2012, str. 266.
202. ↑  Assouline 2009, str. ;181–183; Peeters 2012, str. ;266–267.
203. 1 2  Peeters 2012, str. 267.
204. ↑  Assouline 2009, str. 227; Peeters 2012, str. 268.
205. ↑  Assouline 2009, str. ;216–217; Peeters 2012, str. 303.
206. ↑  Peeters 2012, str. 304.
207. ↑  Assouline 2009, str. ;215–216.
208. ↑  Assouline 2009, str. 218; Farr 2007, str. 39 sfnm error: multiple targets (2×): CITEREFFarr2007 (help).
209. ↑  Peeters 2012, str. 295.
210. ↑  Peeters 2012, str. 302.
211. 1 2  Assouline 2009, str. 218; Peeters 2012, str. 302.
212. ↑  Peeters 2012, str. 293.
213. ↑  Assouline 2009, str. ;175–8, 260.
214. ↑  Peeters 2012, str. ;297–298.
215. ↑  Assouline 2009, str. 226; Peeters 2012, str. 299.
216. ↑  Assouline 2009, str. ;228–229; Peeters 2012, str. ;338–339.
217. ↑  Assouline 2009, str. ;207–208; Peeters 2012, str. ;315–317.
218. ↑  Peeters 2012, str. 318.
219. ↑  Peeters 2012, str. 238.
220. ↑  Peeters 2012, str. 329.
221. ↑  Goddin 2011, str. 168; Peeters 2012, str. 301.
222. ↑  Goddin 2011, str. 174.
223. ↑  Assouline 2009, str. 218; Goddin 2011, str. 190.
224. ↑  Goddin 2011, str. 177; Peeters 2012, str. ;318–319.
225. ↑  Goddin 2011, str. 184; Peeters 2012, str. ;319–320.
226. ↑  Assouline 2009, str. 225; Peeters 2012, str. 333.
227. ↑  Goddin 2011, str. 168.
228. ↑  Peeters 2012, str. ;328–329.
229. ↑  Assouline 2009, str. 211.
230. ↑  Peeters 2012, str. 328.
231. ↑  Goddin 2011, str. 190; Peeters 2012, str. 328.
232. ↑  Assouline 2009, str. 232; Peeters 2012, str. 330.
233. ↑  Assouline 2009, str. 232; Peeters 2012, str. ;333, 334.
234. 1 2  Assouline 2009, str. 234; Peeters 2012, str. 334.
235. ↑  Thompson 1991, str. 205.
236. ↑  Assouline 2009, str. 233.
237. ↑  Thompson 1991, str. 210; Peeters 2012, str. 338.
238. ↑  Peeters 2012, str. 338.
239. ↑  Peeters 1989, str. 148.
240. 1 2 3 4 5  Thompson 1991, str. 156.
241. 1 2  Thompson 1991, str. 155.
242. 1 2 3  Sterckx 2015, str. 7.
243. ↑  Peeters 2012, str. 92.
244. ↑  Thompson 1991, str. 156; Peeters 2012, str. ;206–207.
245. ↑  Assouline 2009, str. 151.
246. ↑  Peeters 2012, str. 313.
247. ↑  Assouline 2009, str. ;147, 208; Thompson 1991, str. 154.
248. ↑  Assouline 2009, str. 134.
249. ↑  Assouline 2009, str. 211; Peeters 2012, str. 206.
250. ↑  Assouline 2009, str. 211; Peeters 2012, str. ;258–259.
251. ↑  Sterckx 2015, str. 12.
252. ↑  Assouline 2009, str. ;185, 212–213; Peeters 2012, str. 332.
253. ↑  Assouline 2009, str. 208; Sterckx 2015, str. 12.
254. ↑  Assouline 2009, str. 213.
255. ↑  Peeters 2012, str. 332.
256. ↑  Assouline 2009, str. 147.
257. 1 2  Assouline 2009, str. 210.
258. ↑  Apostolidès 2010, str. 9.
259. 1 2  Sterckx 2015, str. 54.
260. ↑  Thompson 1991, str. 24.
261. ↑  Apostolidès 2010, str. 10.
262. ↑  Farr 2001, str. 12.
263. ↑  Assouline 2009, str. 26; Lofficier & Lofficier 2002, str. 24.
264. ↑  Farr 2001, str. 35; Peeters 2012, str. 56.
265. 1 2  Farr 2001, str. 29.
266. ↑  McCarthy 2006, str. 38.
267. ↑  Peeters 2012, str. ;76–77, 82.
268. ↑  Goddin 2008, str. 148.
269. ↑  Peeters 2012, str. 89.
270. ↑  McCarthy 2006, str. 37.
271. ↑  Thompson 1991, str. 40.
272. ↑  Assouline 2009, str. 28.
273. ↑  Time 2010.
274. ↑  Thompson 1991, str. ;62–63.
275. ↑  Assouline 2009, str. 42; Peeters 2012, str. 64–65.
276. ↑  Peeters 2012, str. 56.
277. ↑  Thompson 1991, str. 62; Lofficier & Lofficier 2002, str. 35; Peeters 2012, str. 77.
278. ↑  Peeters 2012, str. 46.
279. 1 2  BBC News 2010.
280. 1 2 3 4  »Hergé« (v francoščini). Casterman. Pridobljeno 15. junija 2016.
281. ↑  Lucca 1972.
282. ↑  BBC News 2006.
283. ↑  »Belgium marks 100th anniversary of Tintin creator«. ABC News (v angleščini). 23. maj 2007. Pridobljeno 2. januarja 2019.
284. ↑  Index Translationum.
285. ↑  Assouline 2009, str. 175.
286. ↑  The Guardian 2011.
287. 1 2 3 4 5  The Economist 2009.
288. 1 2  Time 2009.